# Néferefrê

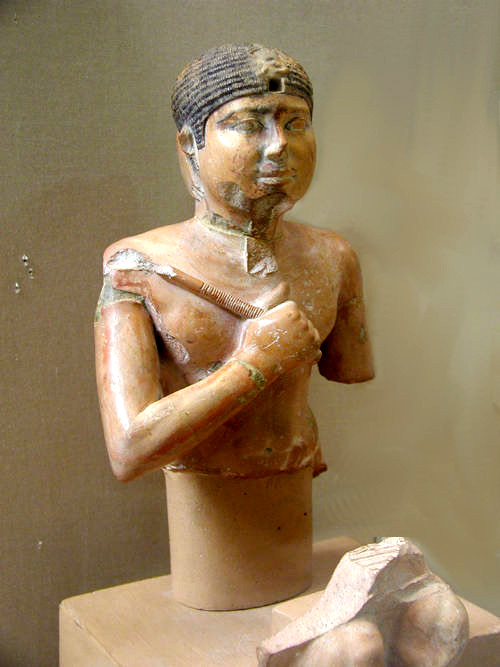
Statue de Néferefrê trouvée dans son complexe pyramidal d'Abousir

Néferefrê Isi (aussi connu sous le nom de Ranéferef, Ranéfer, et en grec Χέρης / khérēs) est le quatrième souverain de la Ve dynastie pendant l'Ancien Empire. Il régna aux alentours du XXVe siècle avant notre ère. Il succéda à son père Néferirkarê et précéda l'énigmatique Chepseskarê. Il était très probablement le fils aîné du roi Néferirkarê et de la reine Khentkaous II, connu sous le nom de prince Ranefer avant son accession au trône.
Néferefrê a commencé une pyramide pour lui-même dans la nécropole royale d'Abousir appelée Netjéribaou Ranéferef, qui signifie « Les bases de Néferefrê sont divines ». La pyramide n'a jamais été achevée, l'inscription d'un maçon montrant que les travaux sur la structure de pierre ont été abandonnés pendant ou peu après la deuxième année du règne du roi. Avec la rareté des attestations contemporaines de son règne, les égyptologues y voient la preuve que Néferefrê est mort de manière inattendue après deux ou trois ans sur le trône. Néferefrê fut néanmoins enterré dans sa pyramide, achevée à la hâte sous la forme d'un mastaba par son second successeur et frère cadet, le pharaon Niouserrê. Des fragments de sa momie y ont été découverts, montrant qu'il est mort au début de la vingtaine.
On sait peu de choses sur les activités de Néferefrê, à part jeter les bases de sa pyramide et tenter d'achever celle de son père. Un seul texte montre que Néferefrê avait planifié ou commençait tout juste à construire un temple solaire appelé Hotep-Rê, signifiant « Rê est content » ou « la table d'offrandes de Rê » ou encore « le Repos de Rê », qui n'a peut-être jamais fonctionné comme tel vu la brièveté du règne du roi.
Comme les autres rois de la Ve dynastie, Néferefrê bénéficiait d'un culte funéraire. Les rituels cultuels se déroulaient dans un temple construit par Niouserrê à côté de la pyramide du premier. Le culte semble avoir été abandonné à la fin de l'Ancien Empire et Néferefrê est tombé dans l'obscurité. L'aspect inachevé de sa pyramide et de son complexe funéraire a peut-être attiré moins l'attention des pilleurs de tombes et de pierres que les pyramides voisines. En conséquence, plus de statues de Néferefrê ont été découvertes dans son complexe que dans tout autre temple mortuaire de la Ve dynastie.

## Famille

### Ascendance
Néferefrê est le fils aîné de Néferirkarê et de Khentkaous II,,. C'est ce que montre un relief sur une dalle de calcaire découverte dans une maison du village près d'Abousir et représentant Néferirkarê et sa femme Khentkaous II avec « Ranéfer, le Fils aîné du Roi »,, un nom identique à celui de Néferefrê, avec quelques variantes du sien. Ceci indique que Ranéfer était le nom de Néferefrê alors qu'il n'était encore qu'un prince héritier, c'est-à-dire avant son accession au trône.
Il était également le frère aîné de Niouserrê et de Iryenrê.

### Épouse
Jusqu'en 2014, aucune épouse de Néferefrê n'était connue,. Vers la fin de la même année, le mastaba de Khentkaous III fut découvert par des archéologues de l'Institut tchèque d'égyptologie travaillant à Abousir, au sud-est de la pyramide de Néferefrê,,. L'emplacement et la date de la tombe ainsi que les inscriptions qui y sont trouvées suggèrent fortement que Khentkaous III était la reine de Néferefrê. En effet, non seulement Khentkaous III fut probablement enterré pendant les quelques décennies qui suivirent le règne de Néferefrê, mais son mastaba est aussi très proche de sa pyramide,, et elle portait le titre de « Épouse du Roi », prouvant qu'elle était une reine.

### Descendance
Khentkaous III était également appelée « Mère du Roi » par des inscriptions dans sa tombe, indiquant que son fils était devenu pharaon. Il est probable que ce roi en question était le souverain Menkaouhor, comme le propose Miroslav Verner, même si certains, comme Jaromír Krejčí, pensent qu'il s'agissait de l'énigmatique Chepseskarê,.
Deux autres fils de Néferefrê et de Khentkaous III ont été proposés par Verner : le « Fils du Roi » Nakhtsarê, dont la filiation est soutenue par la date générale et l'emplacement de sa tombe, et Kakaibaef, membre de l'élite inhumé à Abousir. Krejčí note l'absence du « Fils du Roi » titulaire par rapport à Kakaibaef, soulignant ainsi la nature conjecturale de l'affirmation de Verner.

## Règne

### Durée du règne
Tandis que Néferefrê est donné un règne d'environ vingt ans dans les incarnations de l'Ægyptiaca de Manéthon, l'opinion académique actuelle est que ce nombre est une surestimation de sa véritable longueur de règne, qui doit avoir été considérablement plus courte. Avant que les résultats des fouilles approfondies d'Abousir ne soient entièrement publiés, les égyptologues, suivant l'hypothèse traditionnelle de succession, attribuèrent à Néferefrê une dizaine d'années de règne, en raison de la rareté des témoignages contemporains de son règne. Par exemple, Jürgen von Beckerath et Winfried Barta lui ont donné onze et dix ans sur le trône, respectivement,. Ce point de vue a maintenant peu de partisans.
En effet, depuis lors, Verner a émis l'hypothèse d'un règne d'au plus de deux ans. Sa conclusion est basée sur des preuves archéologiques : l'état inachevé de la pyramide qu'il voulait construire et la rareté générale des documents datables de son règne. Verner écrit que :

« La forme de la tombe de Néferefrê... ainsi que d'autres découvertes archéologiques indiquent clairement que la construction du monument funéraire du roi a été interrompue, en raison de la mort prématurée et inattendue du roi. Le plan du bâtiment inachevé a dû être fondamentalement modifié et il a été décidé de transformer à la hâte la pyramide inachevée (dont seule la base incomplète du noyau avait été construite) en une mastaba carrée ou, plus précisément, en une colline vierge stylisée. Au moment de la mort du roi, ni les appartements funéraires ni les fondations du temple mortuaire n'avaient été construits. »

De plus, deux sources historiques se conforment à l'hypothèse d'un règne court : l'inscription du maçon dans la pyramide de Néferefrê a été découverte aux deux tiers environ de la hauteur du noyau existant du monument et fait probablement référence à la première ou deuxième année de règne de Néferefrê ; et le Canon royal de Turin lui accorde moins de deux années complètes de règne. La combinaison des preuves archéologiques et historiques a conduit au consensus que le règne de Néferefrê a duré pas plus de deux ans environ.

### Attestations
Jusqu’aux découvertes faites en Abousir à la fin du XXe siècle, peu de vestiges au nom du roi étaient disponibles permettant d’attester son existence réelle. On citera principalement :
- Un fragment de bois retrouvé par Ludwig Borchardt[24] lors des fouilles du temple de Néferirkarê Kakaï à la fin du XIXe siècle ;
- Des citations dans les archives de ce même temple funéraire découvertes à la même époque ;
- Un bloc de calcaire trouvé dans le village moderne d'Abousir situé dans la plaine qui jouxte le site antique. Ce fragment de décoration pariétale porte un relief représentant une scène de la famille royale partiellement conservée. On y lit la titulature de Néferirkarê, le nom de Khentkaous II ainsi que la représentation d'un prince identifié comme étant le fils aîné du Roi, Neferrê[6].

### Accession au trône
Deux hypothèses concurrentes existent en égyptologie pour décrire la succession des événements allant de la mort de Néferirkarê, troisième roi de la Ve dynastie, au couronnement de Niouserrê, sixième souverain de la Ve dynastie. S'appuyant sur des sources historiques, notamment la table de Saqqarah et l'Ægyptiaca de Manéthon, où Néferefrê aurait succédé à Chepseskarê, de nombreux égyptologues tels que Jürgen von Beckerath et Hartwig Altenmüller ont toujours cru que la succession royale suivante avait eu lieu : Néferirkarê → Chepseskarê → Néferefrê → Niouserrê,. Dans ce scénario, Néferefrê serait le père de Niouserrê, qui serait devenu roi après la mort inattendue du premier,.
Ce point de vue a été remis en question au tournant du millénaire, notamment par Verner,,, qui est responsable des fouilles archéologiques de la nécropole royale d'Abousir de la Ve dynastie depuis 1976. Premièrement, il y a le soulagement, mentionné plus haut, qui montre que Néferefrê était selon toute vraisemblance le fils aîné de Néferirkarê,.
Deuxièmement, les fouilles de la pyramide de Néferefrê ont permis de retrouver sa momie, ce qui montre qu'il avait dix-huit à vingt ans à la mort de Néferirkarê. Par conséquent, en tant que fils aîné du roi précédent, de la fin de l'adolescence au début de la vingtaine, Néferefrê était en position optimale pour accéder au trône. Supposant que Chepseskarê régnait entre Néferefrê et son père, il aurait donc fallu expliquer pourquoi et comment la prétention de Chepseskarê au trône aurait pu être plus forte que celle de Néferefrê.
Troisièmement, les preuves archéologiques indiquent que Chepseskarê n'a probablement régné que quelques semaines à quelques mois au plus plutôt que sept ans comme on le lui attribue dans l'Ægyptiaca,, une hypothèse déjà soutenue par Nicolas Grimal dès 1988. En effet, Chepseskarê est le roi de la cinquième dynastie le moins connu, avec seulement deux sceaux, et quelques empreintes de sceau portant son nom, connus à partir de 2017,,,, une rareté d'attestations suggérant un règne très court. Ceci est également soutenu par l'état de la pyramide inachevée de Chepseskarê, qui a été interrompue et correspond au travail de plusieurs semaines, peut-être pas plus d'un ou deux mois.
Quatrièmement, les preuves archéologiques favorisent également la datation du règne de Chepseskarê après celui de Néferefrê. Certaines des rares empreintes de sceaux portant le nom de Chepseskarê ont été découvertes dans la partie la plus ancienne du temple mortuaire de Néferefrê, qui n'a pas été construit avant la mort de Néferefrê. Cela semble indiquer que Chepseskarê fit des offrandes pour le culte funéraire de Néferefrê, qui devait donc régner avant lui,. Un autre argument concerne l'alignement des pyramides de Sahourê, Néferirkarê et Néferefrê : elles forment une ligne pointant vers Héliopolis, tout comme les trois pyramides de Gizeh,. En revanche, la pyramide inachevée de Chepseskarê ne tombe pas sur la ligne d'Héliopolis, ce qui suggère fortement que la pyramide de Néferefrê était déjà en place lorsque Chepseskarê a commencé à construire la sienne. Enfin, alors que Chepseskarê est considéré comme le prédécesseur immédiat de Néferefrê dans la liste des rois de Saqqarah, Verner note que « cette légère divergence peut être attribuée aux troubles politiques de l'époque et à des disputes dynastiques ». Les arguments de Verner ont convaincu un certain nombre d'égyptologues, dont Darrell Baker, Erik Hornung et Iorwerth Edwards,,.

### Activités architecturales

#### Temple solaire de Néferefrê
Suivant une tradition établie par Ouserkaf, fondateur de la Ve dynastie, Néferefrê a planifié ou construit un temple au dieu Soleil Rê. Appelé Hotep-Rê par les anciens Égyptiens, signifiant « le Repos de Rê », le temple n'a pas encore été localisé mais se trouve vraisemblablement à proximité de la pyramide de Néferefrê à Abousir. Il n'est connu, que par les inscriptions découvertes dans le mastaba de Ti au nord de Saqqarah,, où il est mentionné quatre fois. Ti a servi en tant que fonctionnaire de l'administration dans la pyramide et les temples solaires de Sahourê, Néferirkarê et Niouserrê,.
Étant donné le règne très court de Néferefrê, le manque d'attestations de l'Hotep-Rê au-delà du mastaba de Ti, ainsi que le manque de prêtres ayant servi dans le temple, Verner propose que le temple pourrait ne jamais avoir été achevé et donc ne jamais fonctionner comme tel. Il aurait plutôt pu être intégré au Chesepibrê, le temple solaire construit par le probable frère cadet de Hotep-Rê, Niouserrê, ou ses matériaux auraient pu être réutilisés pour le construire. D'ailleurs, une découverte antérieure de l'expédition archéologique allemande de 1905 sous la direction de Friedrich Wilhelm von Bissing pourrait confirmer la théorie de Verner. Cette expédition a mis au jour les ruines de grands bâtiments en briques de terre sous le temple solaire d'Abou Ghorab. Il est possible que ceux-ci représentent les vestiges du temple solaire de Néferefrê, bien qu'en l'absence d'inscriptions confirmant cette identification, cela reste des simples conjectures.

#### Pyramide de Néferirkarê
Lorsqu'il monta sur le trône, Néferefrê fit face à la tâche d'achever la pyramide de son père qui, avec une base carrée de cent-cinq mètres de côté et une hauteur de soixante-douze mètres, est la plus grande construite sous la Ve dynastie. Bien que bien avancée à la mort de Néferirkarê, la pyramide manquait de son revêtement extérieur en calcaire et le temple mortuaire qui l'accompagnait devait encore être construit. Néferefrê a donc commencé à recouvrir la surface de la pyramide de calcaire et à construire les fondations d'un temple de pierre sur le côté est de la pyramide. Ses plans furent abrégés par sa mort et le devoir de finir le monument retomba sur les épaules de Niouserrê, qui abandonna la tâche de couvrir la face de la pyramide et se concentra sur la construction du temple funéraire en briques et bois.

### Membres de la Cour royale et hauts fonctionnaires
Parmi les dignitaires les plus souvent cités, sans néanmoins être véritablement assuré qu’ils aient vécu sous le règne de ce pharaon, se trouvent :
- Nikaourê, juge et administrateur du palais dont le mastaba a été retrouvé à Saqqarah. Le monument a livré une stèle fausse-porte qui est désormais exposée au Musée du Caire[59].
- Khabaouptah, responsable des coiffeurs du roi, prêtre des cultes de Sahourê, de Néferirkarê Kakaï puis après le règne de Néferefrê du culte de Niouserrê. Il occupait également des fonctions administratives telles que « Chef des secrets divins » et « chef des travaux du roi » ce qui fait de lui l’un des architectes de la dynastie. Son mastaba a été découvert à Saqqarah[60],[61].
- Nimaâtsed, prêtre de Rê et d'Hathor dans le temple solaire de Néferirkarê dont le mastaba a été retrouvé à Saqqarah. Il était également prêtre des cultes de Néferirkarê, Néferefrê et Niouserrê et vécut jusque sous le règne de ce dernier[62].
- Néferefrê-ânkh, grand prêtre de Ptah, dont le mastaba a été découvert également à Saqqarah vivait sans aucun doute sous le règne du roi au vu de son nom basiliforme, et poursuivit sa carrière sous celui de Niouserrê[63].
- Ânkhmarê, prêtre des pyramides de Néferefrê et de Menkaouhor, dont le tombeau découvert toujours à Saqqarah a livré une stèle fausse porte donnant ses titres et les cartouches des souverains au service desquels il officiait[64].
- Ti, ami unique du roi, chef de la Double-Porte du Palais, personnage célèbre en raison du grand mastaba qu'il possède à Saqqarah. Il vécut jusque sous le règne de Djedkarê Isési et était également prêtre de Rê dans le temple solaire de Néferefrê[65].

L’ensemble de ces indications attestent qu’un culte funéraire était rendu au jeune roi et confirment également l’existence de son temple solaire, nommé Hetep Rê, sanctuaire qui fonctionnait apparemment encore à la fin de la dynastie. Cependant ces mentions sont ténues et confirment probablement que le règne du roi a été court.

## Sépulture

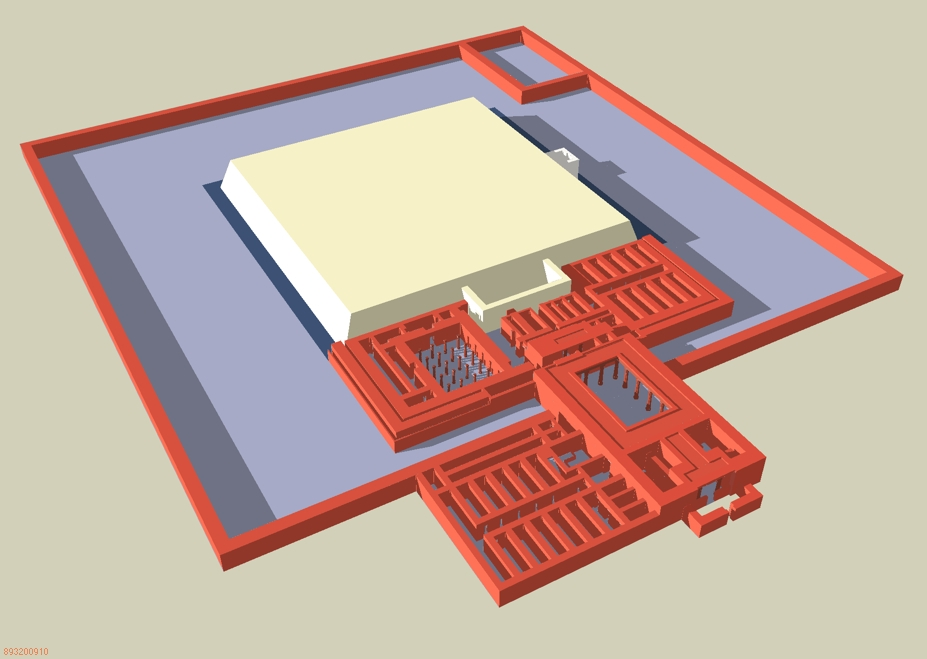
Restitution de la pyramide inachevée de Néferefrê et de son temple funéraire

### Temple mortuaire et archives d'Abousir

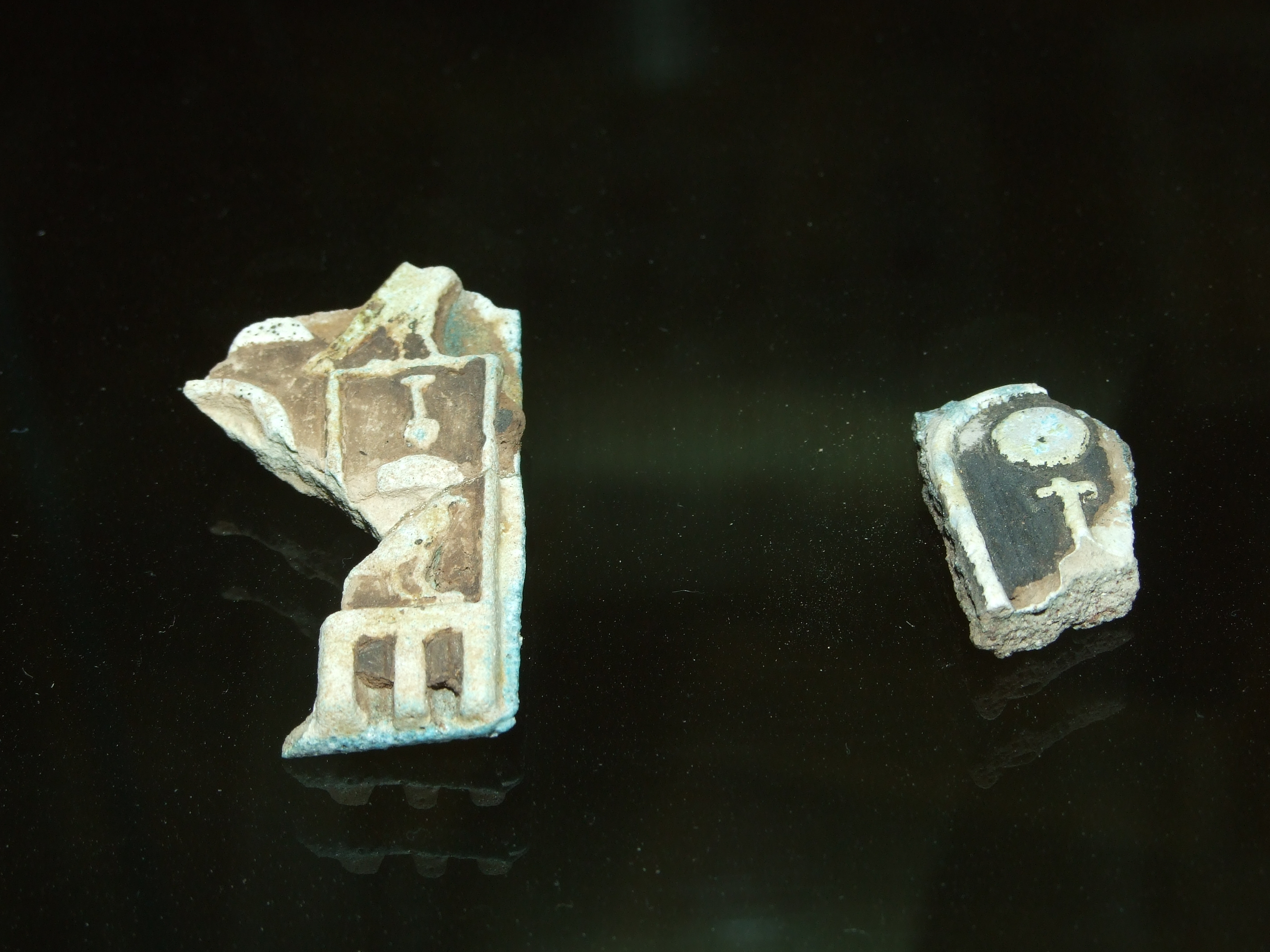
Fragments de décor de mobilier au nom de Néferefrê, découverts en Abousir - Musée Náprstek de Prague

Les travaux sur le temple mortuaire dans lequel devait avoir lieu le culte funéraire du roi défunt n'avaient même pas commencé à la mort de Néferefrê. Dans la courte période de soixante-dix jours qui s'est écoulée entre la mort d'un roi et son enterrement, le successeur de Néferefrê - peut-être l'éphémère Chepseskarê - a construit une petite chapelle en pierre calcaire. Elle était située sur la plate-forme à base pyramidale, dans l'espace de cinq mètres laissé entre la maçonnerie et le bord de la plate-forme, là où l'enveloppe pyramidale aurait été placée dans les plans originaux. Cette petite chapelle fut achevée sous le règne de Niouserrê. Ce pharaon construisit également un temple mortuaire plus grand pour son frère Néferefrê, s'étendant sur toute la longueur de la pyramide, soit soixante-cinq mètres, mais en briques de terre moins chères.
L'entrée du temple comprenait une cour ornée de deux pierres et de vingt-quatre colonnes en bois. Derrière se trouvait la première salle hypostyle de l'Égypte antique, dont on peut encore apercevoir les vestiges, son toit soutenu par des colonnes en bois en forme d'amas de lotus reposant sur des bases calcaires. Cette salle a probablement été inspirée par les palais royaux de l'époque,. La structure abritait une grande statue en bois du roi ainsi que des statues de prisonniers de guerre. Les salles de stockage des offrandes étaient situées au nord de la salle. Dans ces salles, plusieurs statues de Néferefrê ont été découvertes, dont six têtes de rois, faisant de Néferefrê le roi de la Ve dynastie ayant le plus de statues survivantes. À l'est de la salle principale se trouvait le « Sanctuaire du Couteau » qui servait d'abattoir pour les rituels. Deux pièces étroites de part et d'autre de l'autel central, devant la fausse porte du hall principal, peuvent avoir abrité des bateaux solaires de trente mètres de long semblables à ceux de Khéops.
Un certain nombre d’empreintes de sceaux royaux ont également été mis au jour. Ils étaient appliqués sur des bouchons d’argile qui fermaient les jarres de stockage se trouvant dans la partie nord-est du temple. Cette série d’empreintes portait différents cartouches qui permettent de mieux cerner l’époque pendant laquelle le temple fonctionna.
- Plusieurs empreintes au nom de Néferefrê, donnant son protocole complet et notamment les différentes graphies concernant son nom de fils de Rê achèvent de démontrer que le sanctuaire est bien le temple funéraire du roi ;
- Un sceau au nom de Chepseskarê invite à penser que ce souverain succéda à Néferefrê et procéda à son enterrement, ce qui invaliderait l’ordre de succession établi par la table de Saqqarah, mais confirme la proximité des deux règnes ;
- Trois autres au nom de Niouserrê qui est le frère de Néferefrê et régna également par la suite ;
- Deux sceaux au nom de Djedkarê Isési, dont on sait grâce aux archives découvertes sur le site qu’il réforma les cultes funéraires d’Abousir ;
- Quatre sceaux au nom d’Ounas, dernier souverain de la dynastie, viennent clore cette liste et indiquent peut-être que le culte du roi ne survécut pas au-delà de ce dernier règne.

Une importante cache de papyrus administratifs, de taille comparable à celle des archives d'Abousir trouvé dans les temples de Néferirkarê et Khentkaous II, a été découverte dans une réserve du temple mortuaire de Néferefrê lors de fouilles de l'Institut égyptologique de l'université de Prague en 1982. La présence de cette cache est due aux circonstances historiques particulières de la Ve dynastie. Comme Néferirkarê et Néferefrê moururent avant que leurs complexes pyramidaux ne soient achevés, Niouserrê modifia leur plan, détournant la chaussée menant à la pyramide de Néferirkarê vers la sienne. Les complexes mortuaires de Néferefrê et de Néferirkarê sont ainsi devenus quelque peu isolés sur le plateau d'Abousir. Leurs prêtres devaient donc vivre à côté des locaux du temple dans des habitations de fortune, et ils conservaient les dossiers administratifs sur place. En revanche, les archives des autres temples étaient conservées dans la ville pyramidale près de la pyramide de Sahourê ou de Niouserrê, où le niveau actuel de la nappe phréatique signifie que tout papyrus a disparu depuis longtemps.

### La pyramide
Néferefrê a commencé la construction d'une pyramide pour lui-même dans la nécropole royale d'Abousir, où son père et son grand-père avaient construit leurs propres pyramides. Les anciens Égyptiens l'appelaient Netjeribaou Raneferef, ce qui signifie « Les bases de Néferefrê sont divines ».
Prévue avec une base carrée de soixante-cinq mètres, la pyramide de Néferefrê devait être plus grande que celles d'Ouserkaf et de Sahourê, mais plus petite que celle de son père Néferirkarê. À la mort inattendue de Néferefrê, seules les couches inférieures avaient été achevées, atteignant une hauteur d'environ sept mètres. Par la suite, Niouserrê compléta hâtivement le monument en remplissant sa partie centrale de calcaire, mortier et sable de mauvaise qualité. Les murs extérieurs du bâtiment ont été recouverts d'un revêtement lisse et presque vertical de calcaire gris à un angle de 78° avec le sol afin de lui donner la forme d'un mastaba, mais avec un plan carré plutôt que la forme rectangulaire habituelle. Enfin, la terrasse du toit était recouverte d'argile dans laquelle étaient enfoncés des graviers du désert local, ce qui lui donnait l'apparence d'un monticule dans le désert environnant, et c'est d'ailleurs sous le nom de monticule que les anciens Égyptiens ont ensuite appelé le monument. Miroslav Verner a proposé que le monument avait été complété de cette façon afin de lui donner la forme de la butte primitive, la butte qui a surgi des eaux primordiales Noun dans le mythe de la création héliopolitaine de la religion égyptienne antique.
Le monument a été utilisé comme carrière de pierre à partir de l'époque du Nouvel Empire, mais il a été préservé par la suite car son apparence de pyramide brute inachevée et abandonnée n'a pas attiré l'attention des pilleurs de tombes.

### La momie du roi
Des fragments d'emballages et de cartonnage de momies, ainsi que des restes humains éparpillés, ont été découverts du côté est de la chambre funéraire de la pyramide. La dépouille se composait d'une main gauche, d'une clavicule gauche encore couverte de peau, de fragments de peau provenant probablement du front, de la paupière supérieure, du pied gauche et de quelques os. Ces vestiges se trouvaient dans la même couche archéologique que des morceaux cassés d'un sarcophage de granit rouge ainsi que ce qui restait de l'équipement funéraire du roi, laissant entendre qu'ils pouvaient en effet appartenir à Néferefrê. Ceci a été corroboré par des études ultérieures sur les techniques d'embaumement utilisées sur la momie, jugées compatibles avec une date de l'Ancien Empire.
Le corps du roi a probablement été séché à l'aide de natron, puis recouvert d'une fine couche de résine, avant d'être recouvert d'une couche de calcaire blanc. Il n'y a aucune preuve de l'ablation cérébrale, technique attendue des momifications post-Ancien Empire. Une confirmation finale de l'identité de la momie est fournie par la datation au radiocarbone, qui a donné un intervalle de -2693/-2328 pour les restes humains en étroite correspondance avec les dates estimées de la Ve dynastie. Ainsi, Néferefrê est, avec Djedkarê Isési, l'un des rares pharaons de l'Ancien Empire dont la momie a été identifiée. Une analyse bioarchéologique des restes de Néferefrê a révélé que le roi n'a pas participé à un travail ardu, qu'il est mort au début de la vingtaine, entre vingt et vingt-trois ans, et qu'il pouvait avoir une hauteur de 1,67 m à 1,69 m. Les restes d'un deuxième individu ont été découverts dans la chambre funéraire, mais ils appartenaient à un individu de la fin du Moyen Âge, qui a probablement vécu au XIVe siècle. On l'avait simplement mis sur des chiffons et recouvert de sable pour son enterrement.

## Culte funéraire

### Ancien Empire
Comme les autres pharaons de l'Ancien Empire, Néferefrê bénéficia d'un culte funéraire établi à sa mort. Certains détails de ce culte tel qu'il s'est effectué pendant la Ve dynastie ont survécu dans les archives d'Abousir. Une fête annuelle de dix jours était organisée en l'honneur du souverain décédé, au cours de laquelle, au moins une fois, pas moins de cent-trente taureaux ont été sacrifiés dans l'abattoir de son temple funéraire. L'acte de sacrifice animal de masse témoigne de l'importance des cultes funéraires royaux dans la société égyptienne antique, et montre aussi que de vastes ressources agricoles ont été consacrées à une activité jugée improductive par Verner, ce qui aurait contribué au déclin de l'Ancien Empire. Les principaux bienfaiteurs de ces sacrifices étaient les prêtres du culte, qui consommaient les offrandes après les cérémonies requises.

### Moyen Empire
Le culte funéraire de Néferefrê semble avoir cessé à la fin de l'Ancien Empire ou pendant la Première Période intermédiaire. Les traces d'une possible renaissance du culte au cours du Moyen Empire tardif sont rares et ambiguës. Pendant la XIIe dynastie, un certain Khouyânkh fut enterré dans le temple funéraire de Néferefrê. Il n'est pas clair si cela devait s'associer étroitement avec le souverain décédé ou parce que d'autres activités dans la région ont limité le choix de l'emplacement de la tombe de Khouyânkh.